# Приаргунское производственное горно-химическое объединение
ПАО «Приаргунское производственное горно-химическое объединение (ППГХО) имени Е. П. Славского» — крупнейшее в России и одно из крупнейших уранодобывающих предприятий в мире, самое большое многопрофильное горнодобывающее предприятие Забайкальского края, градообразующее предприятие города Краснокаменска.

## Деятельность
ППГХО является градообразующим предприятием моногорода Краснокаменск Забайкальского края и представляет собой крупнейший промышленный комплекс с гидрометаллургическим, ремонтно-механическим, серно-кислотным заводами, научно-исследовательской лабораторией и другими подразделениями, которые обеспечивают деятельность предприятия.
Ведёт добычу урана шахтным способом на урановых и молибден-урановых месторождениях Стрельцовского рудного поля (запасы и ресурсы на 1 января 2020 года составляют 97,2 тыс. тонн).
ППГХО занимает первое место в России по добыче урана. По итогам 2019 года произведено 1600 тонн закиси-окиси урана.
Добыча ведётся на двух подземных рудниках. В 2019 году ППГХО приступило к строительству нового уранового рудника № 6, ввод в эксплуатацию которого намечен на 2026 год. Проектная мощность позволит поддерживать необходимый для атомной отрасли объём добычи стратегического металла. 2020 год стал активной фазой строительства, был дан пробный пуск очистных сооружений шахтных вод, начаты горно-капитальные работы.
Весь добываемый компанией уран поставляется на внутренний рынок России.
ППГХО ведёт добычу на буроугольном разрезе «Уртуйский», осуществляя поставки как на внутренний рынок, так и на экспорт. По итогам 2019 года добыто 3,5 млн тонн бурого угля.
Выручка компании за 2019 год. составила 11 873 млн руб.
В 2013 году внедрена технология кучного выщелачивания беднобалансовых урановых руд, ранее складируемых в отвалы как некондиционных. Для чего в основании выделенного для этого участка выполняется укладка полимерной геомембраны и гидроизоляционного листа и производится монтаж дренажного трубопровода. На подготовленное таким образом основание укладывается беднобалансовая руда, которая методом разбрызгивания промывается специальным раствором. Раствор с содержанием урана по трубопроводам направляется на Гидрометаллургический завод, где происходит выделение урана. Гидроизоляция необходима для сбора раствора без воздействия на окружающую среду. С 2022 года объём переработки беднобалансовых руд непрерывно наращивается.

## История
В 1968 году постановлением Совета Министров СССР на базе урановых и молибден-урановых месторождений Стрельцовского рудного поля, открытых в 1963 году было принято решение о создании Приаргунского горно-химического комбината.
В 2018 году предприятию присвоено имя легендарного министра среднего машиностроения Ефима Павловича Славского.
Первым директором комбината был Сталь Сергеевич Покровский.
С 2019 года предприятие возглавляет Иван Александрович Киселёв.

## Местонахождение компании
674673, Забайкальский край, г. Краснокаменск
Сырьевая база — Стрельцовская группа урановых и молибденово-урановых месторождений на юго-востоке Забайкальского края. Запасы — 97,2 тыс. тонн урана. Запасы Уртуйского угольного месторождения — 90 млн тонн.

## Состав объединения
В состав объединения входят 34 подразделения:
- Подземный урановый рудник (ПУР);
- Разрезоуправление «Уртуйское»(РУ"У");
- Гидрометаллургический завод ППГХО (ГМЗ);
- Сернокислотный завод ПГХО
- Ремонтно-механический завод (РМЗ)
- Центральная научно-исследовательская лаборатория (ЦНИЛ)
- Кустовой вычислительный центр (КВЦ)
- КИПиА
- Железнодорожный цех (ЖДЦ)

и другие.

## Продукция
ППГХО выпускает:
- оксиды природного урана;
- бурый уголь;
- строительная известь;
- промышленные смазки;
- марганцевая руда;
- серная кислота;
- тепло- и электроэнергия;
- литьё, запчасти

и другие.
Добыча и обогащение урана являются источником 2/3 объёма доходов компании.

## Состав акционеров и Совет Директоров
Основным акционером ППГХО является Урановый холдинг «АРМЗ», которому принадлежит 97,7018 % акций.
Уставный капитал состоит из обыкновенных именных бездокументарных акций в количестве 4 804 901,96 штук; привилегированных именных бездокументарных (тип «А») акций в количестве 414 616 штук.
В 2018 году уставной капитал увеличен на 5 895 565 штук обыкновенных именных бездокументарных акций; в 2019 г. — ещё на 4 266 740 штук.

## Награды
Приаргунский горно-химический комбинат награждён орденом Трудового Красного Знамени и в 1980 году орденом Ленина.

## Известные сотрудники
- Щербина, Эдуард Алексеевич — Герой Труда Российской Федерации.